# Мартишкін Олександр Георгійович
Мартишкін Олександр Георгійович (26 серпня 1943 — 29 жовтня 2021) — радянський академічний веслувальник.
Бронзовий призер Олімпійських Ігор 1968 року в складі вісімки, учасник 1972 року.
Срібний призер Чемпіонату світу 1966, 1970 років у складі вісімки.
Срібний призер Чемпіонату Європи 1965 року в складі вісімки, бронзовий призер 1967, 1971, 1973 років у складі вісімки.